# Giosuè Maria Saggese
Giosuè Maria Saggese (Ottaviano, 15 maggio 1800 – Chieti, 24 aprile 1852) è stato un arcivescovo cattolico italiano.

## Biografia
Nato da Francesco e da Anna De Paschale, rimase presto orfano di entrambi i genitori e fu affidato alle cure del fratello maggiore, Giovanni. Abbracciò sedicenne la vita religiosa tra i redentoristi di Nocera dei Pagani: nel collegio calabrese di Stilo, ricevette l'abito religioso, fece il noviziato e, il 22 giugno 1817, emise la sua professione.
Fu ordinato prete a Cariati il 15 giugno 1823 dal vescovo Gelasio Serao e gli fu affidato l'insegnamento della teologia agli studenti redentoristi. Nel 1825 fu nominato rettore del collegio redentorista di Corigliano; allo studio e all'insegnamento unì sempre l'attività di confessore e predicatore di missioni popolari nelle campagne della Calabria.
Nel 1838 fu preconizzato dal re delle Due Sicilie arcivescovo di Chieti, ma accettò la designazione solo quando papa Gregorio XVI gliene fece obbligo.
Ricevette la consacrazione episcopale il 23 settembre 1838 nella chiesa di Santa Maria dell'Umiltà in Roma dal cardinale Carlo Odescalchi, vescovo di Sabina, assistito dagli arcivescovi Giuseppe Maria Vespignani di Tiana e Antonio Maria Traversi di Nazianzo.
Tra il 1839 e il 1844 compì una visita pastorale di tutta la diocesi (la terza per dimensioni del Regno, dopo quelle di Napoli e Benevento); promosse la costruzione e il restauro di numerose chiese.
Promosse nell'arcidiocesi la devozione eucaristica e, soprattutto, quella ai sacri Cuori di Gesù e Maria; introdusse il culto di sant'Alfonso Maria de' Liguori e di santa Filomena e promosse la definizione del dogma dell'Immacolata Concezione di Maria.
Colpito da un favo maligno nel gennaio 1852, morì nell'aprile successivo e fu sepolto nella cappella del Santissimo Sacramento della cattedrale di Chieti: il 24 aprile 1964, sotto l'episcopato di Giovanni Battista Bosio, si procedette all'esumazione e alla ricognizione canonica del suo corpo, che fu nuovamente tumulato nel lato sinistro della cappella del Santissimo.
Ebbe la dignità di prelato domestico e assistente al Trono pontificio e fu nominato commendatore del Reale ordine di Francesco I da re Ferdinando II.

## Genealogia episcopale e successione apostolica
La genealogia episcopale è:
- Cardinale Scipione Rebiba
- Cardinale Giulio Antonio Santori
- Cardinale Girolamo Bernerio, O.P.
- Arcivescovo Galeazzo Sanvitale
- Cardinale Ludovico Ludovisi
- Cardinale Luigi Caetani
- Cardinale Ulderico Carpegna
- Cardinale Paluzzo Paluzzi Altieri degli Albertoni
- Papa Benedetto XIII
- Papa Benedetto XIV
- Papa Clemente XIII
- Cardinale Marcantonio Colonna
- Cardinale Giacinto Sigismondo Gerdil, B.
- Cardinale Giulio Maria della Somaglia
- Cardinale Carlo Odescalchi, S.I.
- Arcivescovo Giosuè Maria Saggese, C.SS.R.

La successione apostolica è:
- Arcivescovo Giacomo De Vincentiis (1849)
- Vescovo Livio Parladore (1849)